# ツユクサ (映画)
『ツユクサ』は、2022年4月29日に公開された日本映画。監督は平山秀幸、主演は小林聡美。

## あらすじ
地方の漁村で暮らす五十嵐芙美は、中年の平凡な独身女性だが、自動車を運転中に小さな隕石の直撃を受けるという珍しい体験をした。車は煙を吹いたが無事な芙美。年の離れた友達である小学生の航平によると、隕石の衝突は1億分の1の幸運らしい。最近、断酒を始めた芙美は、断酒会の世話役に頼んで隕石をネックレスにしてもらった。
芙美には仲のいい女友達が二人いた。航平の母の直子は、夫の転勤に付いて町を離れるか思案中。独身の妙子は最近、寺の住職と微妙な距離を保っている。芙美自身は、アパートに小学生の男の子の写真を飾り、寂しげで、何か事情があるらしい。
禁酒中だが、親しいスナックに食事に行く芙美。そこで芙美は、中年男性の篠田吾郎と会話するようになった。道路工事の誘導係として働く吾郎だが、本業は歯医者で、何かの事情でこの町に流れて来たらしい。草笛が上手で、「ツユクサが一番吹きやすい」と、芙美に吹き方を教える吾郎。だが、芙美は吾郎に「航平が息子」と嘘をつき、夫もいると言ってしまった。
大人のくせに芙美が嘘をついたと腹を立てる航平。両親と共に引っ越しが決まった航平は、吾郎と話し、芙美が独身だと告げた。吾郎を家に食事に招いた芙美は、写真の少年が息子だと打ち明けた。息子は、芙美が無理強いした買い物に行って事故死したのだ。吾郎に真実を告げ、「わだかまり」が解けて行く芙美。幸せを求めて下げていた隕石のネックレスを、芙美は笑顔で海に投げ入れ、吾郎の胸に飛び込んで行った。

## キャスト
- 五十嵐芙美：小林聡美
- 櫛本直子：平岩紙[3]
- 櫛本航平：斎藤汰鷹[1][2]
- 菊地妙子：江口のりこ[3]
- 菊島純一郎：桃月庵白酒
- 水間ロン
- 鈴木聖奈
- 潮田欽三：瀧川鯉昇
- 櫛本貞夫：渋川清彦[3]
- マスター：泉谷しげる[3]
- 勅使河原：ベンガル[3]
- 篠田吾郎：松重豊[1][2]

## スタッフ
- 監督：平山秀幸
- 脚本：安倍照雄
- 音楽：安川午朗
- 主題歌：中山千夏「あなたの心に」（ビクターエンタテインメント）
- 製作：五老剛、與田尚志、太田和宏、松岡雄浩、山本正典、栗花落光、川村岬
- エグゼクティブプロデューサー：飯田雅裕、加藤和夫
- プロデューサー：神保友香、菅谷英智
- アソシエイトプロデューサー：沢村敏
- キャスティングプロデューサー：福岡康裕
- 音楽プロデューサー：津島玄一
- 撮影：石井浩一
- 美術：中澤克己
- 装飾：大庭信正
- 照明：三重野聖一郎
- 録音：中里崇
- 編集：洲﨑千恵子、小西智香
- 音響効果：伊藤瑞樹
- スクリプター：江口由紀子
- 助監督：髙橋浩
- 制作担当：守田健二
- 衣裳：宮部幸
- ヘアメイク：望月志穂美
- 宣伝プロデューサー：三上剛
- プロダクションマネージャー：杉崎隆行
- プロダクション統括：木次谷良助
- 特別協賛：Alba、タツネ、西伊豆町、西伊豆町観光協会、古川組 静岡支店
- 配給：東京テアトル
- 制作プロダクション：東映東京撮影所
- 製作幹事：朝日新聞社、東映ビデオ
- 製作：「ツユクサ」製作委員会（朝日新聞社、東映ビデオ、東京テアトル、メ〜テレ、グランマーブル、FM802 / FM COCOLO、ねこじゃらし）